# 岩佐美咲
岩佐 美咲（いわさ みさき、1995年〈平成7年〉1月30日 - ）は、千葉県出身の演歌歌手、女性アイドルグループ・AKB48の元メンバーである。長良プロダクション所属。

## 略歴
2008年
- 『AKB48 第四回研究生（7期生）オーディション』に合格。

2009年
- 8月23日、『読売新聞創刊135周年記念コンサート AKB104選抜メンバー組閣祭り』の夜公演において同年10月よりチームAメンバーに昇格することが発表された。
- 9月27日、AKB48初の日本国外単独コンサート『AKB48 NY公演 supported by スカパー!HD』（ニューヨーク市・WEBSTER HALL）に参加。
- 10月30日、正式昇格前に初舞台としてAKB歌劇団「∞・Infinity」に参加。

2010年
- 5月17日、AKSからプロダクション尾木へ移籍。
- 5月18日から23日まで開催されたチームIMAGINE特別公演『らめらめ』では、小原春香、仁藤萌乃とともに主演を務め、これが舞台初主演となった。
- 6月30日からラジオ番組『渡り廊下走り隊7』発のユニット「渡り廊下走り隊7」に参加。
- 7月27日、正式にチームAメンバーに昇格（7期生最後の昇格者）。

2011年
- 3月29日に開催された『チームA 6th「目撃者」』公演において、演歌歌手を目指すためプロダクション尾木から氷川きよし・山川豊らが所属する長良プロダクションに移籍すると発表[1][2]。同事務所に所属する初のAKB48メンバーとなる。
- 4月1日、長良プロダクションに移籍。ただし移籍後当面は「渡り廊下走り隊7」や「Team Ogi祭」など、プロダクション尾木所属時代からの活動を並行して行っていた[2]。

2012年
- 2月1日に徳間ジャパンコミュニケーションズから「無人駅」でソロデビューした。AKB48メンバーのソロデビューは板野友美・前田敦子に次いで3人目であり[注 1]、演歌歌手としてのソロデビューは初となる。前日には東京・台東区の浅草寺でヒット祈願、新橋駅前のSL広場などでソロデビューイベントを開催。また、2月21日には『NHK歌謡コンサート』（NHK総合）にも出演[3]。
- 4月3日よりTBSラジオ『ミュージックナビ〜昨日と今日との交差点〜』のアーティストコーナーにおいて初のソロレギュラー番組「こんばんわさみん」が始まる。
- 5月から6月にかけて実施された『AKB48 27thシングル 選抜総選挙』では33位で、ネクストガールズに選出された[4]。
- 7月29日、いすみ鉄道・国吉駅で『無人駅で「無人駅」を歌おう!!』イベントを開催。イベント後、同駅から大原駅まで岩佐が「一日車掌」として乗務する団体列車「特別急行 わさみん号」（キハ52形を使用）が運行された[5][6]。
- 8月24日、『AKB48 in TOKYO DOME 〜1830mの夢〜』初日公演において、チームBに異動することが発表された[7]。
- 10月20日、「『無人駅』フォトコンテスト」表彰イベントにてセカンドシングルの発売を発表[8]。
- 11月1日、チームBに異動。第45回日本有線大賞で新人賞、ロングリクエスト賞を受賞[9]。
- 11月3日　チームBウェイティング公演のスターティングメンバーとして新チームでの活動を開始した[10]。

2013年
- 1月9日、ソロとして2枚目のシングル「もしも私が空に住んでいたら」発売。同月21日付オリコン週間シングルチャートにおいて初登場5位を記録。
- 5月から6月にかけて実施された『AKB48 32ndシングル 選抜総選挙』では56位となり、フューチャーガールズに選出された[11]。

2014年
- 1月7日、発売に先立ち東京で行われた「鞆の浦慕情」初披露イベントにおいて、曲の舞台となった広島県福山市から「福山・鞆の浦応援特別大使」に任命された。これに対し、同市のイメージキャラクター「ローラ」を「わさみん鞆の浦慕情応援隊長」に任命した[12]。
- 1月8日、ソロとして3枚目のシングル「鞆の浦慕情」発売。同月20日付オリコン週間シングルチャートにおいて初登場1位を記録、演歌歌手としては氷川きよし「ときめきのルンバ」以来約4年5か月ぶり、10代の演歌歌手に限ると約27年7か月ぶりの同チャート1位獲得を記録。演歌・歌謡ソロアーティストによるデビューから3作連続でのトップ10入りは約39年3か月ぶり、女性演歌歌手としては1973年2月に森昌子が「中学三年生」で達成して以来、約41年ぶり[13]。
- 2月24日、Zepp DiverCityで開催された「AKB48グループ大組閣祭り」において、チームKへの異動が発表される[14]。
- 4月11日、MAZDA Zoom-Zoom スタジアム広島で開催された日本プロ野球・広島東洋カープ対中日ドラゴンズ第4回戦において国歌独唱と始球式を行った[15][16]。AKB48のメンバーによる国歌独唱はこれが初めてとなった[15][16]。
- 4月24日　チームKへ異動。
- 5月から6月にかけて実施された『AKB48 37thシングル 選抜総選挙』では49位で、フューチャーガールズに選出された[17]。
- 10月14日に広島・福山西警察署の一日署長を務めた[18][19][20]。福山市西部市民センターで行われた決起大会で、自身のソロデビューシングル曲「無人駅」「フライングゲット～演歌バージョン～」など3曲を歌唱後、警察官の制服姿を披露し、一日警察署長任命式に出席、オープンカーに乗車しパレードを行いながら地元の市民や全国から駆けつけたファンに防犯や交通安全を呼び掛け、最終地点の鞆の浦で感謝状の授与式が行われた[18][19][20]。

2015年
- 3月26日　さいたまスーパーアリーナで行われた『AKB48春の単独コンサート〜ジキソー未だ修行中！』において、チームBへの異動が発表される[21]。
- 3月31日をもって「福山・鞆の浦応援特別大使」を退任した[22]。

2016年
- 1月30日　浅草公会堂において、自身初のソロコンサート『岩佐美咲ファーストコンサート〜無人駅から 新たなる出発の刻（とき）〜』を開催。同コンサートでAKB48を卒業することを発表した[23][24]。
- 2月24日、3月14日に卒業公演が開催されること、5月21日にインテックス大阪で開催される「唇にBe My Baby」劇場盤発売記念大握手会が、最後のAKB48握手会への参加となることが発表された[25]。
- 3月14日　AKB48劇場で卒業公演が行われ、終演後の会見で、2017年1月29日に浅草公会堂において2度目のソロコンサートが開催すると発表[26]。
- 5月21日、AKB48メンバーとしての活動を終了。

2018年
- 7月6日、フランスで開催された「Japan Expo」に出演し、ステージ上でセシル・コルベルと共演した[27]。
- 8月2日、「DAM CHANNEL　演歌」2代目ナビゲーター就任[28]。

2019年
- 12月6日、「『鞆・一口町方衆』応援プロジェクト」特別PR大使に就任[29]。

2023年
- 8月20日 - YouTubeチャンネル開設。

## 人物
- 身長157 cm[30]。血液型O型。
- 「わさみん」という愛称は、元AKB48のメンバーである成瀬理沙によって命名された[31]。
- 3人姉妹の次女で物心がついた頃から歌手志望であった。幼稚園の頃には近所の人の前で歌っていた[32]。小学校では児童会長を務め、中学校の入学式では新入生代表の挨拶を行うなど、もともと人前に出ることが好きであった[32]。
- 小学校1年生であった2001年ごろからダンスを習いはじめる[32]。AKB48加入前に、玉置成実のバックダンサーを務めた経験もある[33]。羽島ボーカルアカデミー出身[33]。
- 祖父母と同居しているために、岩佐自身も演歌を好むようになり、カラオケなどでも歌っている。2010年10月9日・10日に開催された『AKB48 東京秋祭り』では、1日目の「ゆるゆるカラオケ大会」で、石川さゆり[注 2]の「津軽海峡・冬景色」を、2日目の「ぐだぐだカラオケ大会」で、石川の「天城越え」を歌唱した[2]。1日目は「睡蓮花」（湘南乃風）を披露した大家志津香・内田眞由美ペアにモノボケ対決で勝利し、MYP (Most Yuruyuru Performer) に選ばれハワイ旅行を獲得した。この際に篠田麻里子は「大漁まつり」（さくらまや）を披露した中村麻里子と演歌ユニットを結成してみるのはどうか、と提案している[34]。 しかし、賞品のハワイ旅行は手元に届いていない[35]。
- 好きな食べ物は海老・ラーメン・もつ煮。苦手な食べ物は数の子・栗ご飯[36]。
- アニメ好きである。好きな作品として『ソードアート・オンライン』などの電撃文庫原作のものや[37]、『俺の妹がこんなに可愛いわけがない』[37]、『けいおん!』を挙げている[37]。キャラクターではPSPゲーム『うたの☆プリンスさまっ♪』の登場人物「来栖翔」の推しである[37]。
- 声優としての活動も希望している[37]。『AKB0048』の声優選抜のオーディション時、それとは聞かされずにセリフ読みの録音に参加したが、もっと一生懸命セリフを読めばよかったと悔やんでいる[37]。好きな声優として自らと同じ演歌経験者の水樹奈々を挙げている[37]。
- 自らを「ネット弁慶」と称し、ネット上では面白いことが書けるがリアルなメディア対応等で面白いことが出てこないことに悩んでいる[38]。

### AKB48
- 藤江れいなとは出身高校が同じ[39]。
- 研究生時代に、正式メンバーの代役として劇場公演に出るように要請され、短期間で歌とダンスを覚えた努力家でもある[40]。
- 昇格発表からチームAの初回公演までに約１年掛かり、研究生時代よりも暇となり「何かしないといけないが、何をして良いのか分からず」苦悩の日々を過ごした[41]。
- 2009年に参加したAKB歌劇団「∞・Infinity」を企画・構成・演出した広井王子に認められ、その後の渡り廊下走り隊7への参加に繋がったとされている[42]。

## AKB48での参加楽曲

### シングルCD選抜楽曲
- 「RIVER」に収録
  - ひこうき雲 - 「シアターガールズ」名義
- 「ポニーテールとシュシュ」に収録
  - 盗まれた唇 - 「アンダーガールズ」名義
- 「ヘビーローテーション」に収録
  - ラッキーセブン ※宮崎美穂の代理でMVのみ出演
- 「Beginner」に収録
  - 僕だけのvalue - 「アンダーガールズ」名義
- 「チャンスの順番」に収録
  - 胡桃とダイアローグ - 「チームA」名義
- 「桜の木になろう」に収録
  - エリアK - 「DIVA」名義
- 「Everyday、カチューシャ」に収録
  - 人の力 - 「アンダーガールズ」名義
- 「風は吹いている」に収録
  - 君の背中 - 「アンダーガールズ」名義
- 「上からマリコ」に収録
  - 隣人は傷つかない - 「チームA」名義
- 「GIVE ME FIVE!」に収録
  - 羊飼いの旅 - 「スペシャルガールズB」名義
- 「真夏のSounds good !」に収録
  - 3つの涙 - 「スペシャルガールズ」名義
  - 君のために僕は…
- 「ギンガムチェック」に収録
  - ドレミファ音痴 - 「ネクストガールズ」名義
- 「UZA」に収録
  - 正義の味方じゃないヒーロー - 「Team B」名義
- 「永遠プレッシャー」に収録
  - 私たちのReason
- 「So long !」に収録
  - そこで犬のうんち踏んじゃうかね? - 「Team B」名義
- 「さよならクロール」に収録
  - ロマンス拳銃 - 「Team B」名義
- 「恋するフォーチュンクッキー」に収録
  - 推定マーマレード - 「フューチャーガールズ」名義
- 「ハート・エレキ」に収録
  - Tiny T-shirt - 「Team B」名義
- 「前しか向かねえ」に収録
  - KONJO - 「Talking Chimpanzees」名義
- 「ラブラドール・レトリバー」に収録
  - 愛しきライバル - 「Team K」名義
- 「心のプラカード」に収録
  - 性格が悪い女の子 - 「フューチャーガールズ」名義
- 「希望的リフレイン」に収録
  - 初めてのドライブ - 「Team K」名義
  - 歌いたい - 「かとれあ組」名義
  - Reborn - 「チームサプライズ」名義
- 「唇にBe My Baby」に収録
  - 金の羽根を持つ人よ - 「Team B」名義

### アルバムCD選抜楽曲
- 『神曲たち』に収録
  - 君と虹と太陽と
- 『ここにいたこと』に収録
  - Overtake - 「チームA」名義
  - ここにいたこと - 「AKB48+SKE48+SDN48+NMB48」名義
- 『1830m』に収録
  - Hate - 「チームA」名義
  - ぐ〜ぐ〜おなか
  - 青空よ 寂しくないか? - 「AKB48+SKE48+NMB48+HKT48」名義
- 『次の足跡』に収録
  - 悲しき近距離恋愛 - 「Team B」名義
- 『ここがロドスだ、ここで跳べ!』に収録
  - Conveyor - 「横山Team K」名義
- 『0と1の間』に収録
  - ミュージックジャンキー - 「Team B」名義

### 劇場公演ユニット曲
チームA 5th Stage「恋愛禁止条例」公演（劇場初出演）
- スコールの間に（バックダンサー）
- 真夏のクリスマスローズ（バックダンサー）
- 恋愛禁止条例（宮崎美穂のアンダー）

チームK 4th Stage「最終ベルが鳴る」公演
- ごめんねジュエル（バックダンサー）

チームB 3rd Stage「パジャマドライブ」公演
- 純情主義（バックダンサー）

チームB 4th Stage「アイドルの夜明け」公演
- 片思いの対角線（バックダンサー）
- 天国野郎（バックダンサー）

※多田愛佳の全員曲アンダー
チームK 5th Stage「逆上がり」公演
- 愛の色（奥真奈美のユニットアンダー）

※近野莉菜（大島優子休演時）の全員曲アンダー
研究生「アイドルの夜明け」公演
- 口移しのチョコレート
- 天国野郎（バックダンサー）

THEATRE G-ROSSO「夢を死なせるわけにいかない」公演
- となりのバナナ（河西智美・藤江れいな・高城亜樹・仲川遥香のスタンバイ）

チームA 6th Stage「目撃者」公演
- ☆の向こう側
- 腕を組んで（仲谷明香・前田敦子のユニットアンダー）

梅田チームB ウェイティング公演
- ごめんね ジュエル（チームK 4th Stage「最終ベルが鳴る」、倉持明日香・大島優子のポジション、大島ポジションは渡辺美優紀のアンダー）

AKB48 横山チームK「RESET」公演
- 明日のためにキスを

AKB48 木﨑チームB「ただいま 恋愛中」公演
- 純愛のクレッシェンド

## 作品

### シングル
|                                  | リリース日                       | タイトル                         | 最高位                           | 販売形態                         | レコードNo:                      | 形態                             | 備考                             |
| 徳間ジャパンコミュニケーションズ | 徳間ジャパンコミュニケーションズ | 徳間ジャパンコミュニケーションズ | 徳間ジャパンコミュニケーションズ | 徳間ジャパンコミュニケーションズ | 徳間ジャパンコミュニケーションズ | 徳間ジャパンコミュニケーションズ | 徳間ジャパンコミュニケーションズ |
| -------------------------------- | -------------------------------- | -------------------------------- | -------------------------------- | -------------------------------- | -------------------------------- | -------------------------------- | -------------------------------- |
| 1                                | 2012年2月1日                     | 無人駅                           | 5位                              | CD CD+DVD                        | TKCA-73745 TKCA-73741            | 通常盤 初回盤                    |                                  |
| 2                                | 2013年1月9日                     | もしも私が空に住んでいたら       | 5位                              | CD CD+DVD                        | TKCA-73865 TKCA-73860            | 通常盤 生産限定盤                |                                  |
| 3                                | 2014年1月8日                     | 鞆の浦慕情                       | 1位                              | CD CD+DVD                        | TKCA-74055 TKCA-74050            | 通常盤 生産限定盤                |                                  |
| 4                                | 2015年4月29日                    | 初酒                             | 13位                             | CD CD+DVD                        | TKCA-74182 TKCA-74178            | 通常盤 生産限定盤                |                                  |
| 5                                | 2016年1月6日                     | ごめんね東京                     | 6位                              | CD CD+DVD                        | TKCA-74329 TKCA-74325            | 通常盤 生産限定盤                |                                  |
| 6                                | 2017年1月10日                    | 鯖街道                           | 10位                             | CD CD+DVD                        | TKCA-74465 TKCA-74464            | 通常盤 生産限定盤                |                                  |
| 6                                | 2017年8月23日                    | 鯖街道（特別記念盤）             | -                                | CD CD+DVD                        | TKCA-74556 TKCA-74555            | 通常盤 生産限定盤                |                                  |
| 7                                | 2018年2月27日                    | 佐渡の鬼太鼓                     | 11位                             | CD CD+DVD                        | TKCA-74621 TKCA-74620            | 通常盤 生産限定盤                |                                  |
| 7                                | 2018年8月8日                     | 佐渡の鬼太鼓（特別盤）           | -                                | CD                               | TKCA-74674 TKCA-74675 TKCA-74676 | 特別盤A 特別盤B 特別盤C          |                                  |
| 8                                | 2019年2月13日                    | 恋の終わり三軒茶屋               | 16位                             | CD CD+DVD                        | TKCA-74749 TKCA-74750 TKCA-74748 | 通常盤A 通常盤B 生産限定盤       |                                  |
| 8                                | 2019年8月6日                     | 恋の終わり三軒茶屋（特別盤）     | -                                | CD                               | TKCA-74808 TKCA-74809            | 特別盤A 特別盤B                  |                                  |
| 9                                | 2020年4月22日                    | 右手と左手のブルース             | 13位                             | CD CD+DVD                        | TKCA-74867 TKCA-74868 TKCA-74866 | 通常盤 海物語コラボ盤 生産限定盤 |                                  |
| 9                                | 2020年10月21日                   | 右手と左手のブルース（特別盤）   | -                                | CD                               | TKCA-74926 TKCA-74927            | 特別盤A 特別盤B                  |                                  |
| 10                               | 2021年10月6日                    | アキラ                           | 13位                             | CD CD+DVD                        | TKCA-74992 TKCA-74991            | 通常盤 初回生産限定盤            |                                  |
| 10                               | 2022年5月25日                    | アキラ（特別盤）                 | -                                | CD                               | TKCA-75041 TKCA-75042            | 特別盤A 特別盤B                  |                                  |
| 11                               | 2024年8月28日                    | マッチ                           | -                                | CD CD+DVD                        | TKCA-75237 TKCA-75236            | 通常盤 初回生産限定盤            |                                  |
| 11                               | 2025年4月2日                     | マッチ（特別盤）                 | -                                | CD                               | TKCA-75272 TKCA-75273            | 特別盤A 特別盤B                  | C/W曲で玉袋筋太郎が参加          |

### アルバム
|                                  | リリース日                       | タイトル                         | 最高位                           | 販売形態                         | レコードNo:                      | 形態                             |
| 徳間ジャパンコミュニケーションズ | 徳間ジャパンコミュニケーションズ | 徳間ジャパンコミュニケーションズ | 徳間ジャパンコミュニケーションズ | 徳間ジャパンコミュニケーションズ | 徳間ジャパンコミュニケーションズ | 徳間ジャパンコミュニケーションズ |
| -------------------------------- | -------------------------------- | -------------------------------- | -------------------------------- | -------------------------------- | -------------------------------- | -------------------------------- |
| 1                                | 2013年11月6日                    | リクエスト・カバーズ             | 9位                              | CD CD+DVD                        | TKCA-74015 TKCA-74010            | 通常盤 初回生産限定盤            |
| 2                                | 2016年11月30日                   | 美咲めぐり 〜第1章〜             | 31位                             | CD CD+DVD                        | TKCA-74447 TKCA-74446            | 通常盤 初回生産限定盤            |
| 3                                | 2019年11月6日                    | 美咲めぐり 〜第2章〜             | 62位                             | CD CD+DVD                        | TKCA-74854 TKCA-74853            | 通常盤 初回生産限定盤            |
| 4                                | 2023年10月4日                    | 美咲めぐり 〜第3章〜             | -                                | CD CD+DVD                        | TKCA-75175 TKCA-75174            | 通常盤 初回限定盤                |

### 映像作品

#### コンサート
| 枚                               | リリース日                       | タイトル                                                         | レコードNo:                      | 形態                             |
| 徳間ジャパンコミュニケーションズ | 徳間ジャパンコミュニケーションズ | 徳間ジャパンコミュニケーションズ                                 | 徳間ジャパンコミュニケーションズ | 徳間ジャパンコミュニケーションズ |
| -------------------------------- | -------------------------------- | ---------------------------------------------------------------- | -------------------------------- | -------------------------------- |
| 1                                | 2016年6月29日                    | 岩佐美咲ファーストコンサート〜無人駅から新たなる出発の刻(とき)〜 | TKBA-1235 TKXA-1095              | DVD Blu-ray                      |
| 2                                | 2017年5月17日                    | 岩佐美咲コンサート〜熱唱!時代を結ぶ 演歌への道〜                 | TKBA-1244 TKXA-1124              | DVD Blu-ray                      |
| 3                                | 2017年10月25日                   | 3rdコンサート〜笑顔・心・感謝で繋ぐ…至福の2日間〜                | TKBA-1245 TKXA-1125              | DVD Blu-ray                      |
| 4                                | 2018年5月23日                    | 岩佐美咲コンサート2018〜演歌で伝える未来のカタチ〜               | TKBA-1244 TKXA-1127              | DVD Blu-ray                      |
| 4                                | 2019年5月29日                    | 岩佐美咲コンサート2019〜世代を超えて受け継がれる音楽の力〜       | TKBA-1258 TKXA-1132              | DVD Blu-ray                      |

### AKB48・派生ユニット作品以外での参加作品
- 岩佐美咲＆セシル・コルベル「さよならの夏」（2018年11月30日）

#### イメージDVD
- いわこも 小森美果&岩佐美咲（2010年12月22日、イーネット・フロンティア） - EAN 4571369476196。
- 4 YOU 松原夏海・野中美郷・岩佐美咲・小森美果（2011年4月27日、イーネット・フロンティア） - EAN 4571369476943。

## 出演

### テレビドラマ
- マジすか学園 最終話（2010年3月26日、テレビ東京） - 馬路須加女学園生徒 役
- マジすか学園2 最終話（2011年7月1日、テレビ東京） - ミサキ 役
- So long ! 第3夜（2013年2月13日、日本テレビ）

### その他のテレビ番組
- 月〜金お昼のソングショー ひるソン!（2017年4月3日 - 2022年9月30日、テレビ東京） - 司会アシスタント「かなで」の声
- 3人の歌仲間 with DAM CHANNEL 演歌（2018年9月28日 - 2019年3月29日、BS12 TwellV） - 総合司会
- 新・3人の歌仲間with DAM CHANNEL 演歌（2019年4月2日 - 2019年9月24日、BS日テレ）- 総合司会
- うたなび!（2019年4月 - 2024年3月、日音）- MC

### テレビアニメ
- クレヨンしんちゃん（2012年3月9日・3月16日、テレビ朝日） - わさみん 役
- 賢者の弟子を名乗る賢者 第10話・第11話（2022年3月15日・3月22日、TOKYO MXほか） - ホワイト 役[43][44]

### 舞台
- AKB歌劇団「∞・Infinity」（2009年10月30日 - 11月8日、THEATRE G-ROSSO） - 愛 役
- Arts Fusion in KANAGAWA ドリル魂 YOKOHAMA ガチンコ編（2010年2月26日 - 28日、神奈川県立青少年センターホール）
- らめらめ（2010年5月18日・22日 - 23日、ワーサルシアター八幡山劇場） - 主演・スーちゃん 役[注 3]
- 梅沢富美男・田川寿美 特別公演（2017年6月10日 - 19日、新歌舞伎座）
- 梅沢富美男劇団 特別公演（2018年8月31日 - 9月25日、明治座）
- 水森かおり 特別公演（2019年3月9日 - 18日、明治座／5月4日 - 13日、新歌舞伎座／5月18日 - 21日、御園座）
- 水森かおり公演（2021年6月18日 - 27日、明治座／7月5日 - 11日、新歌舞伎座）
- 演歌ミュージカル『明日に唄えば〜清き一曲お願いします〜』（2022年3月26日 - 30日、東京芸術劇場 シアターウエスト） - 主演・梅川千春 役[45][46][47]
- 梅沢富美男劇団 梅沢富美男・研ナオコ特別公演（2022年6月17日 - 28日、新歌舞伎座[48]／7月9日 - 17日、御園座）
- ミュージカル『Neo Doll』（2024年11月29日 - 12月8日、シアターH） - ユリ 役（宮﨑想乃とダブルキャスト）[49]

### ラジオ
- 渡り廊下走り隊7（2010年7月5日 - 2011年3月25日・4月10日 - 2013年3月31日、ニッポン放送）
- AKB48 岩佐美咲のこんばんわさみん（2012年4月3日 - 2015年3月25日、TBSラジオ） - 『ミュージックナビ〜昨日と今日との交差点〜』内包番組、2013年9月まで火曜日、同年10月より水曜日担当。
- AKB48 岩佐美咲の公式ラジオ（2015年4月2日 - 2016年3月31日、TBSラジオ） - 『Fine!!』内アーティストコーナー、 木曜日担当。前番組のミュージックナビから継続。
- 岩佐美咲のわびさびラジオ（2016年4月7日 - 2019年3月28日、TBSラジオ） - 『Fine!!』内アーティストコーナー、 木曜日担当。
- 岩佐美咲の演日（2018年4月8日 - 、CBCラジオ）
- Music Palette♪（2020年10月11日 - 2024年3月17日、TBSラジオ） - 番組内コーナー『私のプレイリスト』ミュージックキュレーター、週替わりで出演

### PV
- 玉置成実『You are the music in me』 - バックダンサー
- 玉置成実 コンサート - バックダンサー

### コンサート
- 岩佐美咲ファーストコンサート〜無人駅から 新たなる出発の刻(とき)〜（2016年1月30日、浅草公会堂）
- 岩佐美咲コンサート〜熱唱！時代を結ぶ 演歌への道〜（2017年1月29日、浅草公会堂）
- 岩佐美咲3rdコンサート 笑顔・心・感謝でつなぐ…至福の2日間（2017年7月22日 - 23日、よみうり大手町ホール）
- 熱唱！演歌新時代 岩佐美咲コンサート（2017年9月23日、印西市文化ホール）
- 岩佐美咲4thコンサート（2018年2月4日、恵比寿ガーデンホール）
- 岩佐美咲コンサート2019〜世代を超えて受け継がれる音楽の力〜（2019年1月26日、東京キネマ倶楽部）
- 岩佐美咲デビュー10周年記念コンサート〜絆でつなぐ 未来へ〜（2021年8月13日、なかのZERO）
- 岩佐美咲&松井咲子 in BLUES ALLEY（2022年7月3日、ブルース・アレイ・ジャパン）[50][51]
- 岩佐美咲&松井咲子ライブハウスツアー2023（2023年9月17日 - 12月24日）[52]

### イベント
- 長良グループ「新春演歌まつり」（2012年2月9日、日本ガイシホール / 11日、大阪城ホール / 25日、横浜アリーナ）
- 東日本大震災被災地支援チャリティー｢第17回輝け!歌の祭典｣紅白歌合戦（2012年3月7日、ゆうぽうとホール五反田）
- 長良グループ「夜桜演歌まつり」（2012年4月11日、大田区民ホール･アプリコ）
- 長良グループ主催「ティーンズカラオケ大会本選大会」（2012年8月19日、メルパルク東京）
- 岩佐美咲の『無人駅』へようこそ（2012年7月11日、AKB48 CAFE&SHOP AKIHABARA シアターエリア）
- 第三回 演歌歌謡大行進〜山野楽器創業120周年スペシャル〜（2012年9月24日、中央区立日本橋公会堂）
- 長良グループ「新春演歌まつり」告知イベント（2012年10月3日、ラクーア ガーデンステージ）
- 第12回虹の架け橋 まごころコンサート（2012年10月4日、NHKホール）
- 第八回大江戸うた祭り ふれあいコンサート（2012年10月17日、北とぴあ さくらホール）
- 大月みやこ・香西かおりジョイントコンサート（2012年11月21日、神奈川県民ホール）
- 長良グループ「新春演歌まつり」（2013年2月7日、日本ガイシホール / 10日、大阪城ホール / 23日、横浜アリーナ）

## 書籍

### 雑誌・新聞連載
- 月刊歌の手帖（2012年5月号 - 2013年5月号、マガジンランド） - 「追跡わさみん」を掲載。

### カレンダー
- 岩佐美咲 2012年カレンダー（2011年11月19日、ハゴロモ）
- 卓上 岩佐美咲 2013年カレンダー（2012年12月7日、ハゴロモ）
- 卓上 岩佐美咲 2014年カレンダー（2013年12月6日、ハゴロモ）

### 写真集
- 岩佐美咲1st写真集「わさみん♡」（2017年2月11日、三才ブックス、撮影：八木虎造 ISBN 978-4-86199-952-9）